# Buthraupis
Buthraupis és un gènere d'ocells de la família dels tràupids (Thraupidae).

## Llista d'espècies
Segons la Classificació del Congrés Ornitològic Internacional (versió 14.2, 2024) aquest gènere estava format per 4 espècies, però actualment han estat ubicades a gèneres diferents, restant una única espècie.
- Buthraupis aureodorsalis, vegeu Cnemathraupis aureodorsalis
- Buthraupis eximia, vegeu Cnemathraupis eximia
- Buthraupis montana, roman al gènere Buthraupis
- Buthraupis wetmorei, vegeu Tephrophilus wetmorei